# Leuderich
Leuderich (Leuterich, Lüder) († 24. August 845 in Bremen) war der dritte Bischof des Bistums Bremen. Über seine Herkunft und sein Leben ist praktisch nichts bekannt; Adam  von Bremen berichtet lediglich, dass er unter seinem Vorgänger Willerich (reg. 805 bis Mai 838) Diakon war. Aus einem Gräberplan des 11. bis 13. Jahrhunderts geht hervor, dass er an der Nordseite des Hochaltars im Bremer Dom bestattet war. 1840 wurde beim Abbruch eines Altars eine aus seinem Grab stammende Bleitafel gefunden. Ihre gravierte Inschrift lautet: VIIII K(a)L. SEPT. O(biit) LIUDERICUS EP(is)COPUS (= Am 9. vor den Kalenden des September starb Bischof Leuderich). Sie nennt nur den Todestag, nicht das Jahr, denn sie war dazu gedacht, die regelmäßige Lesung der Gedächtnismesse sicherzustellen. Die Tafel gilt als ältestes Bremer Schriftzeugnis.  Noch ist der Titel des Beigesetzten episcopus, die Erzwürde kam erst seinem Nachfolger Ansgar zu.

## Nachweise
1. ↑  Adam von Bremen: Bischofsgeschichte der Hamburger Kirche. In: Quellen des 9. und 11. Jahrhunderts zur Geschichte der Hamburgischen Geschichte und des Reiches, Darmstadt 1978, S. 193.
2. ↑  Der Bremer Dom, Ausstellungskatalog Focke-Museum Bremen, 1979, S. 108.

| Vorgänger | Amt                        | Nachfolger |
| --------- | -------------------------- | ---------- |
| Willerich | Bischof von Bremen 838–845 | Ansgar     |

| Personendaten    | Personendaten              |
| ---------------- | -------------------------- |
| NAME             | Leuderich                  |
| KURZBESCHREIBUNG | dritter Bischof von Bremen |
| GEBURTSDATUM     | 8. Jahrhundert             |
| STERBEDATUM      | 24. August 845             |
| STERBEORT        | Bremen                     |